# Erzbistum Ermland
Das Erzbistum Ermland (lateinisch Archidioecesis Varmiensis, polnisch Archidiecezja warmińska) (bis 1992 Bistum Ermland) ist eine katholische Diözese in der polnischen Woiwodschaft Ermland-Masuren, auf dem Gebiet des ehemaligen Ostpreußen mit dem ehemaligen exemten Fürstbistum Ermland.

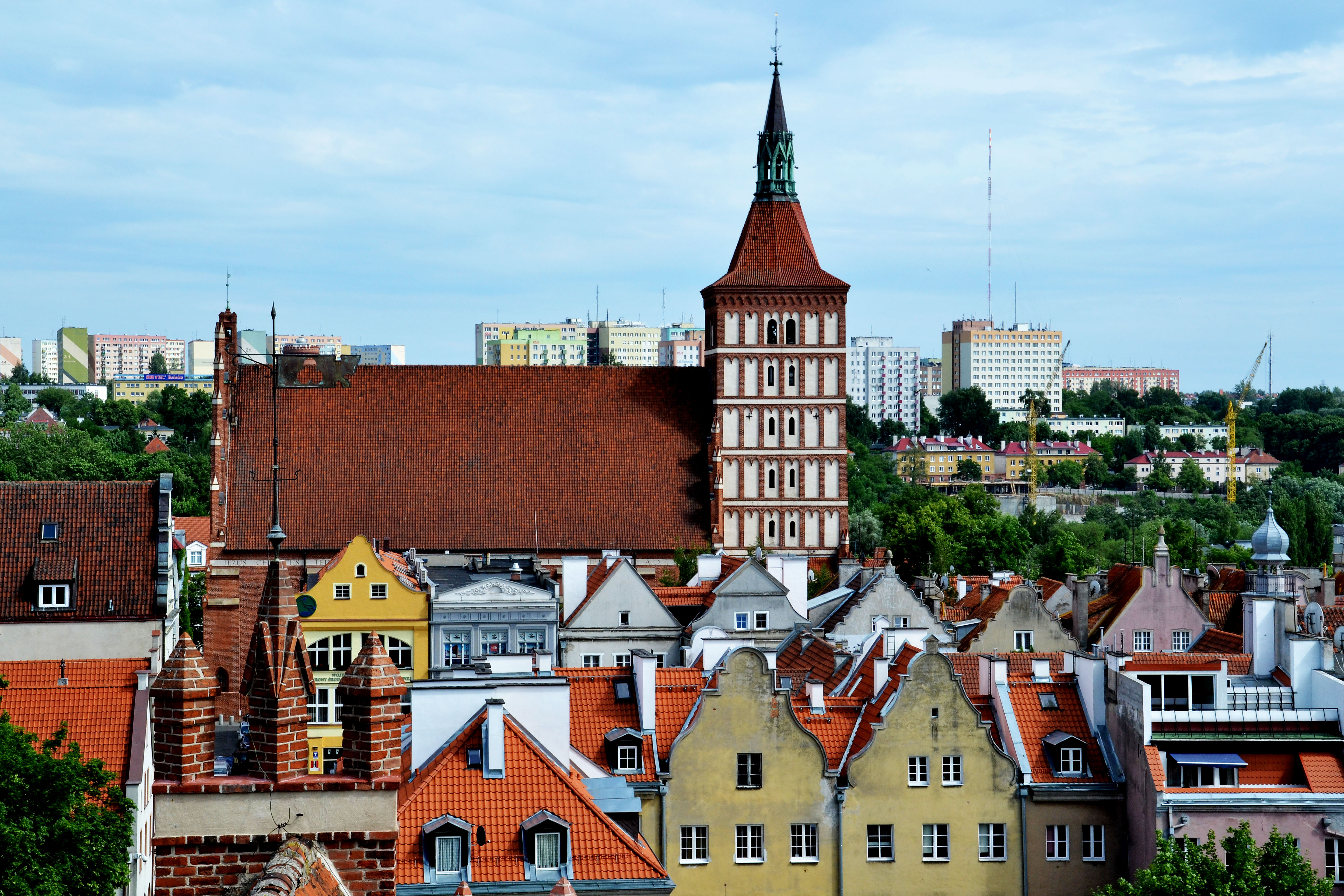
Konkathedrale St. Jakobus in Olsztyn

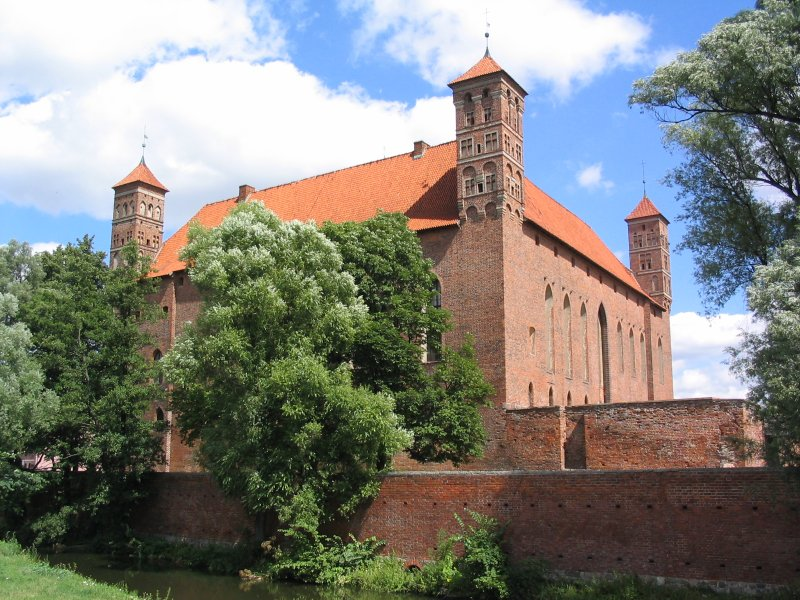
Burg Heilsberg, Residenz der Fürstbischöfe

## Geschichte
Das Bistum Ermland wurde 1243 in Preußen, Teil des Deutschordensstaates, gegründet. Es unterstand etwa drei Jahrhunderte als Suffraganbistum dem Erzbistum Riga. Im Spätmittelalter erlangten die Bischöfe von Ermland die weltliche Herrschaft über einen Teil ihrer Diözese und wurden damit zu Fürstbischöfen. Der Bischof führte den Titel Episcopus Varmiensis et Sambiensis, Sacri Romani Imperii Princeps (Bischof von Ermland und Samland, des Heiligen Römischen Reiches Fürst).
Nach dem Zweiten Frieden von Thorn wurde das Fürstbistum Ermland 1466 vom Deutschordensstaat abgetrennt und gehörte seitdem zum Königreich Polen als Teil Königlich Preußens. Mit dem Untergang der Kirchenprovinz Riga durch die Reformation (1563) wurde das katholisch gebliebene Bistum Ermland exemt, es unterstand also keinem Erzbistum mehr. Die wenigen Katholiken im untergegangenen Bistum Samland unterstanden ebenfalls dem ermländischen Fürstbischof.
Nach der ersten polnischen Teilung behinderte der preußische Staat die Ausübung der kirchlichen Jurisdiktion über die wenigen Katholiken im Königreich Preußen nicht mehr. Kirchenrechtlich stand sie jedoch weiterhin den Hochmeistern des Deutschen Ordens in der Eigenschaft als „Administrator des Hochmeistertums in Preußen“ zu, was einen theoretischen Anspruch widerspiegelte und an den praktischen Bedürfnissen der katholischen Seelsorge völlig vorbeiging. Die Bulle De salute animarum (1821) machte Ermlands Diözesangrenzen entlang der russischen Grenze deckungsgleich mit denen der Provinz Ostpreußen. Zur Nachbarprovinz Westpreußen gab es keine Deckungsgleichheit von Provinzial- und Diözesangrenzen. So gehörten die Dekanate Fürstenwerder, Neuteich, Marienburg, Stuhm und Christburg politisch zu Westpreußen, katholischerseits jedoch zum Bistum Ermland statt zum Bistum Kulm. Die Exemtion des Bistums Ermland wurde bestätigt, siehe auch Bischöfliche Geistliche Gerichte des Bistums Ermland.
Historischer Sitz der ermländischen Bischöfe war bis 1945 die Kathedrale Mariä Himmelfahrt und St. Andreas in Frauenburg, in dem Nikolaus Kopernikus als Domherr wirkte. Im Jahr 1909 hatte das Bistum Ermland 327.567 katholische Einwohner und etwa 2.000.000 evangelische. Im Jahr 1940 waren es 375.394 Katholiken und 2.084.241 Nichtkatholiken.
Nach den Veränderungen der ostpreußischen Grenzen 1920 (Inkrafttreten des Versailler Friedens) passte 1925 der Heilige Stuhl die Bistumsgrenzen so an, dass alle vorher kulmischen katholischen Pfarreien im bei Deutschland verbliebenen Ostpreußen und im neu hinzugekommenen Regierungsbezirk Westpreußen zum Diözesangebiet gehörten, die an Polen gekommenen Pfarreien (z. B. Soldau) schieden aus dem Diözesangebiet aus. Am 4. April 1926 schieden die seinerzeit vier katholischen memelländischen Pfarreien aus dem Diözesangebiet aus. Von 1926 bis 1991 bildeten die dortigen zuletzt 14 Pfarreien die Freie Prälatur Memel (Klaipėdos prelatūra). So war das Diözesangebiet ab April 1926 bis Februar 1939 tatsächlich deckungsgleich mit der Provinz Ostpreußen.
Nach dem Preußenkonkordat von 1929 wurde das Bistum Ermland mit dem neu erhobenen Erzbistums Breslau, dem neuen Bistum Berlin und der Prälatur Schneidemühl 1930 Teil der neuen Kirchenprovinz Breslau. Ermlands Bischof Maximilian Kaller amtierte ab Juni 1939 bis zu seinem Tode als Apostolischer Administrator der Freien Prälatur Memel mit inzwischen acht katholischen Pfarreien, nachdem das Memelland im März 1939 an Ostpreußen rückgegliedert worden war.
Ab Anfang 1945 flohen viele Einwohner vor der Eroberung durch die sowjetische Rote Armee. Bischof Kaller war am 7. Februar auf Anordnung der SS evakuiert worden. Den von Kaller eingesetzten Generalvikar, Domdechant Aloys Marquardt (1891–1972), wiesen die polnischen Besatzer im Juli 1945 aus, noch vor Abschluss der Potsdamer Konferenz. Am 28. Juli wählte das Domkapitel den Allensteiner Erzpriester Johannes Hanowski zum Kapitularvikar.
Kaller kehrte aber – von Halle an der Saale kommend – in den ersten Augusttagen 1945 in seine Diözese zurück und übernahm von Hanowski wieder die Amtsgeschäfte. Er ernannte je einen Generalvikar für das polnisch (Franciszek Borowiec) und das sowjetisch annektierten Diözesangebiet (Paul Hoppe; 1900–1988). Mitte August drängte Primas August Hlond Kaller, die bischöfliche Jurisdiktion im polnisch annektierten Diözesangebiet, nicht aber das Bischofsamt, niederzulegen, was er auch tat. Die Jurisdiktion im polnisch annektierten Diözesangebiet übernahm der Apostolische Administrator Teodor Bensch, ein aus Buk bei Posen gebürtiger Pole. Gleich nach diesem Verzicht wurde Kaller am 18. August 1945 in eine alliierte Besatzungszone Deutschlands vertrieben. Die Kirchenprovinz Breslau blieb zwar bestehen, nur in den Gebieten westlich von Oder und Neiße lag die Jurisdiktion bei den jeweiligen Diözesaninhabern, östlich davon amtierten ab 1. September 1945 Apostolische Administratoren.

## Situation nach dem Zweiten Weltkrieg

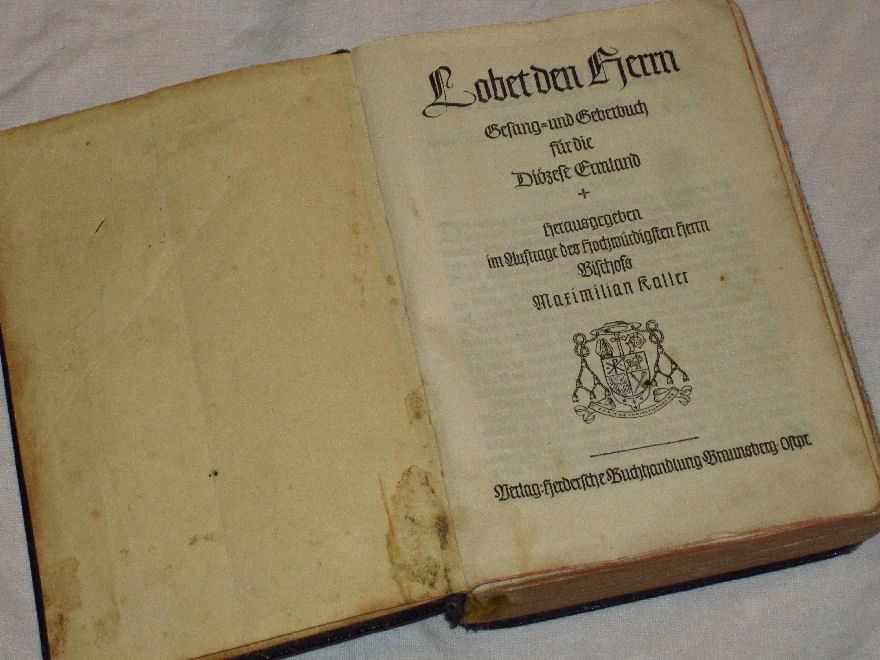
Deutschsprachiges Gebet- und Gesangbuch für die Diözese Ermland

Nach Kallers Niederlassung in Westdeutschland ernannte Pius XII. ihn am 26. September 1946 zum Päpstlichen Sonderbeauftragten für die heimatvertriebenen Deutschen.
Nach Kallers Tod am 7. Juli 1947 wählten inzwischen ebenfalls in alliierte Besatzungszonen vertriebene ermländische Domkapitulare am 11. Juli Arthur Kather (1883–1957; bis 1945 Propst der St.-Nikolai-Kirche zu Elbing) zum Kapitularvikar Ermlands, wie bei Sedisvakanz vom kanonischen Recht vorgesehen. Der Heilige Stuhl erkannte diese Wahl an, so dass Kather fortan Ermland auf der Fuldaer Bischofskonferenz vertrat.
Nach Kathers Tod wählte das Domkapitel am 29. Juli 1957 Generalvikar Paul Hoppe zum Kapitularvikar, der 1947 aus dem sowjetisch annektierten Diözesangebiet vertrieben worden war. Hoppe vertrat dann Ermland in der Fuldaer Bischofskonferenz, bis Papst Paul VI. am 28. Juni 1972 die Sedisvakanz beendete und Józef Drzazga zum neuen Bischof ernannte. Dabei wurden die Bistumsgrenzen neu umschrieben, das sowjetisch annektierte Diözesangebiet gehörte nicht weiter zum Bistum. Nach der Neuorganisation der Kirchenprovinz Breslau war das Bistum Ermland nicht mehr Suffragan Breslaus, sondern nunmehr Teil der Kirchenprovinz Warschau. Der deutsche Teil des Erzbistums Breslau bildete die exemte Apostolische Administratur Görlitz. Das deutsche Kerngebiet des Bistums Berlin wurde ebenfalls exemt. Hoppe übernahm ab 1972 das neu geschaffene Amt eines „Apostolischen Visitators für die ermländischen Diözesanen in Deutschland“, das bis 2011 bestand.

## Heute
Das unter polnischer Verwaltung stehende Bistum Warmia wurde 1972 durch Papst Paul VI. mit der Apostolischen Konstitution Episcoporum Poloniae coetus neu umschrieben. Am 25. März 1992 wurde das Bistum durch Papst Johannes Paul II. mit der Apostolischen Konstitution Totus Tuus Poloniae Populus zum Erzbistum erhoben.
Der Bischof residiert nicht mehr wie zuvor in Frauenburg, sondern jetzt in Olsztyn (Allenstein). Suffragandiözesen sind das ebenfalls neu errichtete Bistum Elbląg (Elbing) und das Bistum Ełk (Lyck).
Derzeitiger Erzbischof ist Józef Górzyński; Weihbischof ist Janusz Ostrowski. Emeriti sind Edmund Piszcz und Julian Andrzej Wojtkowski.

## Auflösung der Visitatur Ermland
Die Deutsche Bischofskonferenz beschloss 2011, die Aufgaben der Visitatoren für die Seelsorge an den Heimatvertriebenen, Aussiedlern und deren Nachkommen bis Ende 2016 in die Verantwortung von (möglichst kirchlich anerkannten) Vereinen zu legen. Visitator Lothar Schlegel, der seit 2010 für die Herkunftsgebiete Danzig und die Freie Prälatur Schneidemühl zuständig war, wurde zum 4. Oktober 2011 altersbedingt in den Ruhestand von seinem Amt entpflichtet. Die Deutsche Bischofskonferenz hat 2012 zudem beschlossen, ausgeschiedene Visitatoren nicht neu zu ernennen. Seit April 2012 werden die Zuschüsse der Deutschen Bischofskonferenz für die Seelsorge an den Ermländern in Deutschland nicht mehr gezahlt.
Bereits am 17. November 2012 hat die Ermländervertretung den Verein Ermlandfamilie gegründet. Der eingetragene und gemeinnützige Verein hat die Aufgaben der Visitatur im November 2013 übernommen. In der Seelsorge wird der Verein maßgeblich vom Ermländischen Konsistorium und den anderen ermländischen Priestern unterstützt. Künftig soll ein vom Ermlandfamilie e. V. vorgeschlagener und von der Deutschen Bischofskonferenz ernannter Präses die Arbeit begleiten. Seit der Ausgabe Sommer 2013 wird die zuvor vom Visitator herausgegebene Quartalszeitschrift Ermlandbriefe vom Ermlandfamilie e. V. verantwortet.
Im Jahr 2017 gründete sich aus dem ehemaligen Konsistorium die „Ermländische Priesterbruderschaft St. Andreas“. Sie wurde durch das Dekret des Bischofs von Münster vom 15. November 2018 kirchenrechtlich approbiert. Der Bruderschaft gehören etwa 45 Priester an.